# برزنیکی
شهر برزنیکی (به روسی: Березники) در کشور روسیه و در کرای پرم واقع شده‌است.